# Хосе Аугусто Брандањо
Жозе Августо Брандањо (Таубате, 21. април 1911  — 20. јул 1989)  био је фудбалски везни фудбалер. Рођен је у Таубатеу у држави Сао Пауло.
У својој каријери (1927–1946) играо је за Бару Фунду, Жувентуде, Португезу и Коринтијанс . Одиграо је две утакмице за репрезентацију на Светском првенству 1938. године.

## Белешке
1. ↑  Брандањов worldfootball.net профил наводи његов датум рођења као 19. септембар 1916, али то изгледа мало вероватно с обзиром на године његове каријере, а сви други извори наводе 1911. годину рођења
2. ↑  CBF profiel
3. ↑  Хосе Аугусто Брандањо на веб-сајту ФИФА (језик: енглески)

## Извори
- José Augusto Brandão at Sambafoot (archived)
- Хосе Аугусто Брандањо на веб-сајту WorldFootball.net (језик: енглески)
- Seleçao Brasileira 1914–2006. Antonio Carlos Napoleao